# 톰 메이슨

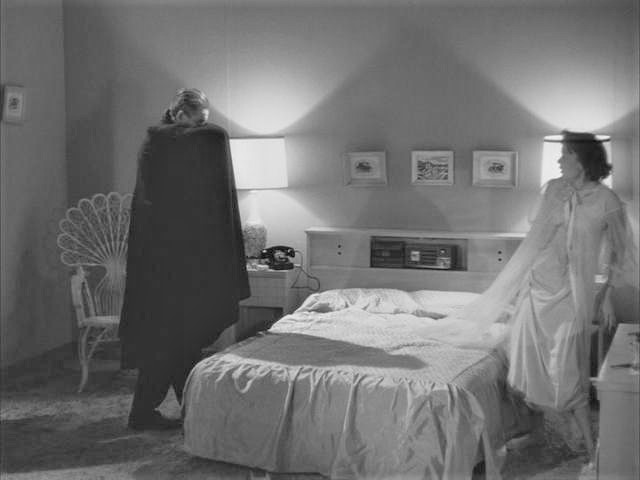

톰 메이슨(Tom Mason, 1920년 4월 29일 ~ 1980년 12월 1일)은 미국의 배우, 영화 프로듀서, 의사이다.
일리노이주에서 태어났으며 오렌지에서 사망하였다.

## 영화
- 시체 도둑들의 밤 (1959년)
- 외계로부터의 9호 계획 (1959년)